# 1980 no jornalismo
Nesta página encontrará referências aos acontecimentos de 1980 diretamente relacionados com o jornalismo.

## Nascimentos
| Data           | Nome            | Profissão                       | Nacionalidade | Observações | Ref |
| -------------- | --------------- | ------------------------------- | ------------- | ----------- | --- |
| 5 de fevereiro | Felipe Andreoli | jornalista esportivo e repórter | Brasil        |             |     |
| 9 de outubro   | Cristiane Dias  | jornalista esportivo e repórter | Brasil        |             |     |

## Mortes
| Data           | Nome                       | Profissão                                   | Nacionalidade   | Observações | Ref |
| -------------- | -------------------------- | ------------------------------------------- | --------------- | ----------- | --- |
| 3 de janeiro   | Aníbal Bettencourt Barbosa | professor, publicista e jornalista          | Portugal        | n. 1913     |     |
| 18 de abril    | Igino Giordani             | escritor, jornalista e político             | Reino de Itália | n. 1894     |     |
| 7 de Junho     | Adalgisa Nery              | poeta, jornalista e política                | Brasil          | n. 1905     |     |
| 2 de setembro  | Samuel Wainer              | jornalista                                  | Brasil          | n. 1910     |     |
| 21 de dezembro | Nelson Rodrigues           | teatrólogo, jornalista, cronista e escritor | Brasil          | n. 1912     |     |